# Tuffi ai campionati europei di nuoto 2014 - Trampolino 1 metro femminile
La competizione di tuffi dal trampolino 1 metri femminile dei campionati europei di nuoto 2014 si è svolta in due fasi. Il turno eliminatorio, a cui hanno partecipato 25 atlete, si è svolto la mattina del 20 agosto. Le migliori dodici hanno gareggiato per le medaglie nella finale che si è tenuta nel pomeriggio dello stesso giorno.

## Medaglie
| Posizione | Atleta           | Paese    |
| --------- | ---------------- | -------- |
| Oro       | Tania Cagnotto   | Italia   |
| Argento   | Kristina Ilinykh | Russia   |
| Bronzo    | Tina Punzel      | Germania |

## Risultati
In verde sono indicate le atlete ammesse alla finale.
| Pos. | Atlete             | Nazionalità   | Eliminatorie | Eliminatorie | Finale | Finale |
| Pos. | Atlete             | Nazionalità   | Punti        | Pos.         | Punti  | Pos.   |
| ---- | ------------------ | ------------- | ------------ | ------------ | ------ | ------ |
|      | Tania Cagnotto     | Italia        | 292.90       | 1            | 289.30 | 1      |
|      | Kristina Ilinykh   | Russia        | 273.05       | 3            | 288.55 | 2      |
|      | Tina Punzel        | Germania      | 263.90       | 4            | 286.70 | 3      |
| 4    | Maria Marconi      | Italia        | 246.05       | 6            | 285.50 | 4      |
| 5    | Olena Fedorova     | Ucraina       | 252.05       | 5            | 265.95 | 5      |
| 6    | Uschi Freitag      | Paesi Bassi   | 245.95       | 7            | 263.75 | 6      |
| 7    | Nadežda Bažina     | Russia        | 280.15       | 2            | 258.15 | 7      |
| 8    | Hannah Starling    | Gran Bretagna | 236.00       | 10           | 253.10 | 8      |
| 9    | Iira Laatunen      | Finlandia     | 244.20       | 8            | 246.10 | 9      |
| 10   | Celine van Duijn   | Paesi Bassi   | 231.65       | 11           | 238.85 | 10     |
| 11   | Hanna Pysmenska    | Ucraina       | 230.65       | 12           | 237.70 | 11     |
| 12   | Tiia Kivela        | Finlandia     | 236.20       | 9            | 223.55 | 12     |
| 13   | Alicia Blagg       | Gran Bretagna | 229.10       | 13           |        |        |
| 14   | Nora Subschinski   | Germania      | 227.70       | 14           |        |        |
| 15   | Alena Khamulkina   | Bielorussia   | 227.40       | 15           |        |        |
| 16   | Jessica Favre      | Svizzera      | 220.15       | 16           |        |        |
| 17   | Daniella Nero      | Svezia        | 220.10       | 17           |        |        |
| 18   | Marion Farissier   | Francia       | 217.75       | 18           |        |        |
| 19   | Anca Serb          | Romania       | 211.15       | 19           |        |        |
| 20   | Maxine Eouzan      | Francia       | 209.80       | 20           |        |        |
| 21   | Ioulianna Banousi  | Grecia        | 209.20       | 21           |        |        |
| 22   | Rocio Velázquez    | Spagna        | 204.00       | 22           |        |        |
| 23   | Eleni Katsouli     | Grecia        | 202.10       | 23           |        |        |
| 24   | Indrė Girdauskaitė | Lituania      | 179.90       | 24           |        |        |
| 25   | Modesta Kaminskytė | Lituania      | 134.65       | 25           |        |        |